# 100 mètres papillon féminin aux Jeux olympiques d'été de 2012
Navigation
Pékin 2008 Rio de Janeiro 2016
L'épreuve de 100 m papillon femmes des Jeux olympiques d'été de 2012 a lieu le 28 et le 29 juillet au London Aquatics Centre.

## Qualification
Pour participer à cette épreuve, les temps de qualification étaient de 58 s 70 pour le temps de qualification olympique (TQO) et de 1 min 00 s 75 pour le temps de sélection olympique (TSO) qui devaient être effectués entre le 1er mars 2011 et le 18 juin 2012. Un comité national olympique (CNO) pouvait inscrire 2 nageuses si elles faisaient le TQO et 1 nageuse si elle effectuait le TSO. Les CNO pouvaient inscrire des nageurs indépendamment du temps (1 nageur par sexe sur l'ensemble des épreuves) s'ils n'avaient pas de nageurs qui avaient réussi les temps de qualification nécessaires.

## Records
Avant cette compétition, les records dans cette discipline étaient les suivants :
| Record du monde  | 56 s 06 | Sarah Sjöström | Suède    | 27 juillet 2009   | Rome (Italie)      | ,     |
| Record olympique | 56 s 61 | Inge de Bruijn | Pays-Bas | 17 septembre 2000 | Sydney (Australie) | [ 4 ] |

## Médaillés
| Or           | Argent  | Bronze        |
| Dana Vollmer | Lu Ying | Alicia Coutts |

## Résultats

### Finale (29 juillet au soir)
| Rang                                | Ligne | Nom                   | Nationalité     | Temps   | Notes           |
| ----------------------------------- | ----- | --------------------- | --------------- | ------- | --------------- |
| Médaille d'or, Jeux olympiques      | 4     | Dana Vollmer          | États-Unis      | 55 s 98 | RAM, RN, RO, RM |
| Médaille d'argent, Jeux olympiques  | 7     | Lu Ying               | Chine           | 56 s 87 |                 |
| Médaille de bronze, Jeux olympiques | 5     | Alicia Coutts         | Australie       | 56 s 94 |                 |
| 4                                   | 6     | Sarah Sjöström        | Suède           | 57 s 17 |                 |
| 5                                   | 8     | Ilaria Bianchi        | Italie          | 57 s 27 |                 |
| 6                                   | 3     | Jeanette Ottesen Gray | Danemark        | 57 s 35 |                 |
| 7                                   | 2     | Claire Donahue        | États-Unis      | 57 s 48 |                 |
| 8                                   | 1     | Ellen Gandy           | Grande-Bretagne | 57 s 76 |                 |

### Demi-finales (28 juillet au soir)

#### Demi-finale 1
| Rang | Ligne | Nom                     | Nationalité     | Temps   | Notes |
| ---- | ----- | ----------------------- | --------------- | ------- | ----- |
| 1    | 5     | Sarah Sjöström          | Suède           | 57 s 27 | Q     |
| 2    | 4     | Lu Ying                 | Chine           | 57 s 51 | Q     |
| 3    | 3     | Jiao Liuyang            | Chine           | 58 s 04 |       |
| 4    | 2     | Li Tao                  | Singapour       | 58 s 18 |       |
| 5    | 1     | Yuka Kato               | Japon           | 58 s 26 |       |
| 6    | 7     | Aliaksandra Herasimenia | Biélorussie     | 58 s 41 |       |
| 7    | 6     | Francesca Halsall       | Grande-Bretagne | 58 s 52 |       |
| 8    | 8     | Katerine Savard         | Canada          | 59 s 22 |       |

#### Demi-finale 2
| Rang | Ligne | Nom                   | Nationalité     | Temps   | Notes |
| ---- | ----- | --------------------- | --------------- | ------- | ----- |
| 1    | 4     | Dana Vollmer          | États-Unis      | 56 s 36 | Q     |
| 2    | 5     | Alicia Coutts         | Australie       | 56 s 85 | Q     |
| 3    | 3     | Jeanette Ottesen Gray | Danemark        | 57 s 25 | Q     |
| 4    | 6     | Claire Donahue        | États-Unis      | 57 s 42 | Q     |
| 5    | 2     | Ellen Gandy           | Grande-Bretagne | 57 s 66 | Q     |
| 6    | 7     | Ilaria Bianchi        | Italie          | 57 s 79 | Q     |
| 7    | 8     | Kristel Vourna        | Grèce           | 58 s 31 | NR    |
| 8    | 1     | Martina Granström     | Suède           | 58 s 95 |       |

### Séries (28 juillet le matin)
| Rang | Série | Ligne | Nom                     | Nationalité            | Temps         | Notes         |
| ---- | ----- | ----- | ----------------------- | ---------------------- | ------------- | ------------- |
| 1    | 6     | 4     | Dana Vollmer            | États-Unis             | 56 s 25       | Q, RO, AM, NR |
| 2    | 6     | 5     | Lu Ying                 | Chine                  | 57 s 17       | Q             |
| 3    | 4     | 4     | Alicia Coutts           | Australie              | 57 s 36       | Q             |
| 4    | 5     | 4     | Sarah Sjöström          | Suède                  | 57 s 45       | Q             |
| 5    | 6     | 7     | Jeanette Ottesen Gray   | Danemark               | 57 s 64       | Q             |
| 6    | 6     | 6     | Jiao Liuyang            | Chine                  | 57 s 71       | Q             |
| 7    | 6     | 3     | Claire Donahue          | États-Unis             | 58 s 06       | Q             |
| 8    | 4     | 5     | Francesca Halsall       | Grande-Bretagne        | 58 s 23       | Q             |
| 9    | 5     | 5     | Ellen Gandy             | Grande-Bretagne        | 58 s 25       | Q             |
| 10   | 5     | 3     | Inge Dekker             | Pays-Bas               | 58 s 30       | Q, abandon    |
| 11   | 4     | 8     | Li Tao                  | Singapour              | 58 s 34       | Q             |
| 12   | 5     | 7     | Ilaria Bianchi          | Italie                 | 58 s 42       | Q             |
| 13   | 4     | 2     | Aliaksandra Herasimenia | Biélorussie            | 58 s 50       | Q             |
| 14   | 5     | 2     | Martina Granström       | Suède                  | 58 s 70       | Q             |
| 15   | 4     | 3     | Yuka Kato               | Japon                  | 58 s 72       | Q             |
| 16   | 4     | 7     | Kristel Vourna          | Grèce                  | 58 s 74       | Q             |
| 17   | 5     | 6     | Katerine Savard         | Canada                 | 58 s 76       | Q             |
| 18   | 5     | 8     | Amit Ivry               | Israël                 | 58 s 78       |               |
| 19   | 3     | 3     | Irina Bespalova         | Russie                 | 58 s 79       |               |
| 19   | 6     | 8     | Kimberly Buys           | Belgique               | 58 s 79       |               |
| 21   | 4     | 1     | Alexandra Wenk          | Allemagne              | 58 s 85       |               |
| 22   | 6     | 2     | Ingvild Snildal         | Norvège                | 59 s 01       |               |
| 23   | 5     | 1     | Natsumi Hoshi           | Japon                  | 59 s 06       |               |
| 24   | 4     | 6     | Jessicah Schipper       | Australie              | 59 s 17       |               |
| 25   | 3     | 5     | Otylia Jędrzejczak      | Pologne                | 59 s 31       |               |
| 26   | 2     | 3     | Danielle Villars        | Suisse                 | 59 s 42       |               |
| 26   | 2     | 4     | Judit Ignacio Sorribes  | Espagne                | 59 s 42       |               |
| 28   | 3     | 7     | Denisa Smolenova        | Slovaquie              | 59 s 48       |               |
| 29   | 3     | 6     | Emilia Pikkarainen      | Finlande               | 59 s 55       |               |
| 30   | 3     | 1     | Hannah Wilson           | Hong Kong              | 59 s 59       |               |
| 31   | 2     | 7     | Sara Isakovic           | Slovénie               | 59 s 86       |               |
| 32   | 2     | 2     | Sarah Blake Bateman     | Islande                | 59 s 87       |               |
| 33   | 6     | 1     | Daynara Paula           | Brésil                 | 1 min 00 s 14 |               |
| 34   | 3     | 2     | Liliána Szilágyi        | Hongrie                | 1 min 00 s 34 |               |
| 35   | 2     | 6     | Triin Aljand            | Estonie                | 1 min 00 s 43 |               |
| 36   | 3     | 8     | Sara Oliveira           | Portugal               | 1 min 00 s 44 |               |
| 37   | 3     | 4     | Birgit Koschischek      | Autriche               | 1 min 00 s 54 |               |
| 38   | 2     | 5     | Justine Bruno           | France                 | 1 min 01 s 14 |               |
| 39   | 2     | 1     | Dalia Torrez Zamora     | Nicaragua              | 1 min 05 s 42 |               |
| 40   | 1     | 4     | Noel Borshi             | Albanie                | 1 min 05 s 49 |               |
| 41   | 1     | 3     | Dorian Mcmenemy         | République dominicaine | 1 min 05 s 78 |               |
| 42   | 1     | 5     | Marie Meza              | Costa Rica             | 1 min 07 s 01 |               |